# Cotton Club (film)
Cotton Club (The Cotton Club) è un film del 1984 incentrato su un famoso club di New York del 1930, il Cotton Club. Il film, diretto da Francis Ford Coppola, si basa sull'omonimo libro fotografico di James Haskins.

## Trama
Sul finire degli anni venti il Cotton Club diventa il più famoso locale di New York: vi si esibiscono una grande varietà di artisti di colore, ma l'accesso viene riservato solo ai bianchi. In un altro piccolo locale, dei sicari attentano alla vita del gangster Dutch Schultz, che riesce a salvarsi grazie all'intervento di un giovane suonatore di cornetta di nome Dixie. Schultz, per sdebitarsi, aiuta il giovane a fare carriera facendolo assumere al Cotton Club e incaricandolo di fare l'accompagnatore della sua amante Vera Cicero. Dixie e Vera piano piano si innamorano, ma dovranno fare i conti con la gelosia del boss della malavita.

## Produzione
Il film viene prodotto da Robert Evans, che inizialmente voleva anche occuparsi della regia. Ha poi assunto William Kennedy e Francis Ford Coppola per modificare alcune parti della sceneggiatura di Mario Puzo. Alla fine Evans ha però deciso di non voler dirigere il film chiedendo a Coppola di dirigerlo all'ultimo minuto. Coppola ha accettato i ruoli di sceneggiatore e di regista perché aveva bisogno di soldi.

## Colonna sonora
La colonna sonora è completamente basata sulle note dei grandi artisti che diedero lustro al famoso locale: Duke Ellington, Louis Armstrong, Cab Calloway e tanti altri. Gli assoli di cornetta sono veramente suonati da Richard Gere, che già suonava la tromba durante il periodo liceale, mentre invece il cantante Tom Waits interpreta un piccolo cameo nella parte di Irving Stark.

## Accoglienza
Il film non fu un grande successo al botteghino: incassò 2,9 milioni di dollari nel suo primo weekend di apertura, mentre globalmente guadagnò poco meno di 30 milioni di dollari, di cui quasi 26 milioni in patria, il tutto a fronte di un budget di ben 58 milioni di dollari. Nonostante gli incassi insoddisfacenti il film venne benevolmente accolto dalla critica, che elogiò in particolare lo sceneggiatore-regista Francis Ford Coppola.

## Riconoscimenti
- 1985 - Premio Oscar
  - Nomination Miglior montaggio a Barry Malkin e Robert Q. Lovett
  - Nomination Migliore scenografia a Richard Sylbert, George Gaines e Les Bloom
- 1985 - Golden Globe
  - Nomination Miglior film drammatico a Robert Evans
  - Nomination Miglior regia a Francis Ford Coppola

## Distribuzione
Il film, distribuito dalla Orion Pictures, venne distribuito nelle sale cinematografiche statunitensi a partire dal 14 dicembre del 1984.